# 鹹肉粽
鹹肉粽，顧名思義餡料包括經過醃製的肥豬肉，亦可以加進紅豆、綠豆、鹹蛋黃、栗子、蝦米，冬菇等食材，屬於高熱量的食物。
於2007年，香港政府曾驗出市面上部份鹹肉粽含有微量的工業用染料蘇丹紅。